# Liste von in der Türkei inhaftierten Medienmitarbeitern (nach 2000)

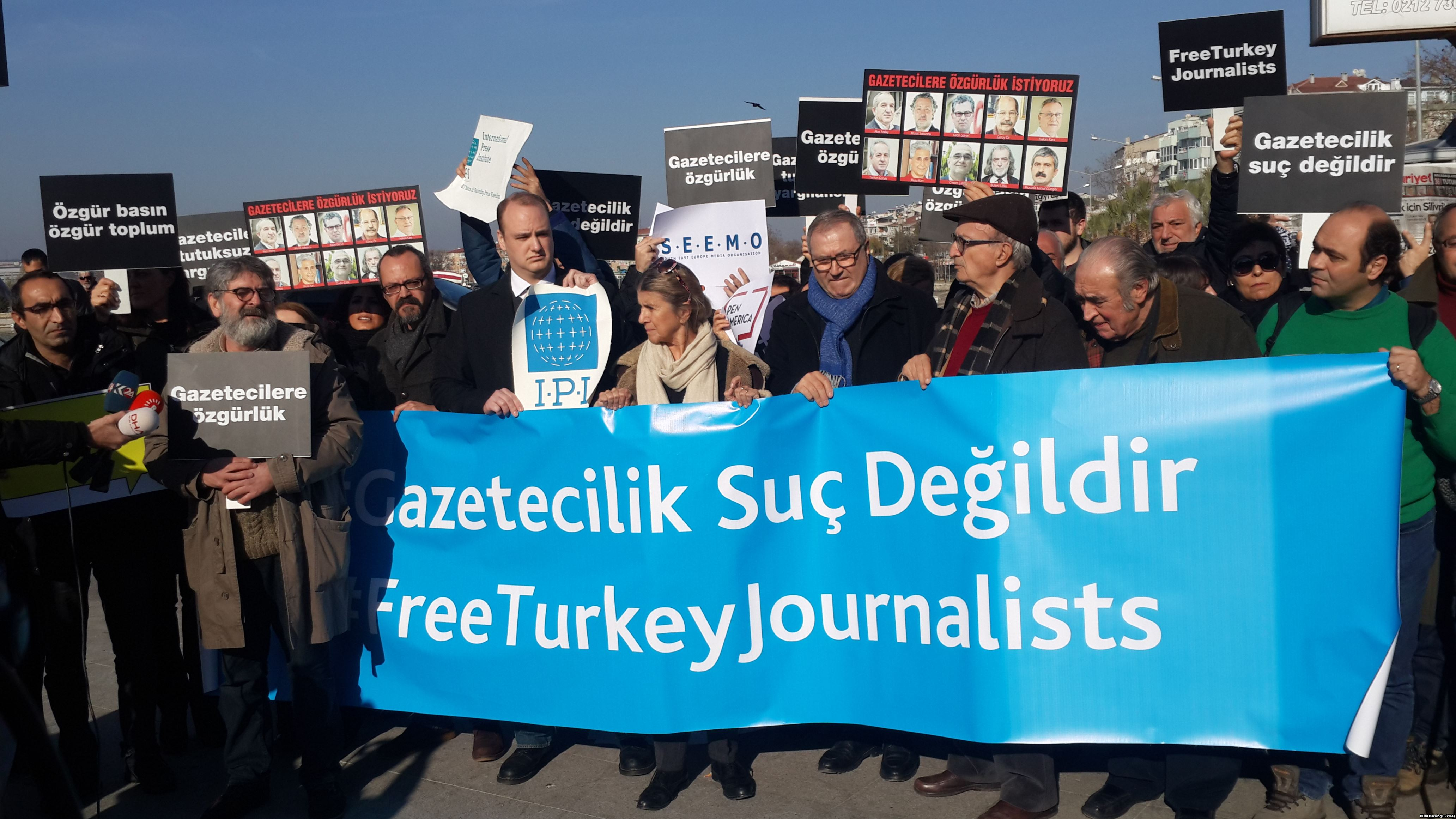
Proteste von türkischen Journalisten für ihre Kollegen, 2016

Diese Liste von in der Türkei inhaftierten Medienmitarbeitern enthält Personen, deren Verhaftung beziehungsweise Verurteilung in der Türkei nach dem Jahr 2000 im Zusammenhang mit ihrer Tätigkeit für Medien als wahrscheinlich gilt.
- Die Organisation Reporter ohne Grenzen ging im Dezember 2016 davon aus, dass über 100 Journalisten in der Türkei inhaftiert seien.[Q 1]
- Die türkische Plattform für unabhängigen Journalismus P24 (türkisch: Bağımsız Gazetecilik Platformu P24), deren Gründungspräsident Hasan Cemal ist, schrieb im März 2017 von 155 inhaftierten Journalisten.[Q 2]
- Stockholm Centre for Freedom führt eine regelmäßig aktualisierte Liste der Prozesse die gegen Journalisten angestrengt werden. Laut dieser waren im Dezember 2018 74 Journalisten verurteilt und 168 Journalisten inhaftiert.[L 2]
- Außenminister Mevlüt Çavuşoğlu erklärte hingegen im Februar 2017, es gebe nicht „einen einzigen Journalisten, der für das Schreiben von Nachrichten in der Türkei gefangen gehalten werde.“[Q 3]

Eine große Gruppe der Inhaftierten war bei der islamisch-konservativen Zaman tätig, die bis zu ihrem Verbot 2016 zu den auflagenstärksten Tageszeitungen des Landes zählte (Auflage im November 2014: 895.262 Exemplare).
Eine weitere Gruppe besteht aus Journalisten der Cumhuriyet, deren Herausgeber, Chefredakteur und mindestens zehn weitere Journalisten verhaftet wurden. Sie zählt zu den ältesten Zeitungen im Lande.
Die dritte große Gruppe bilden kurdische Journalisten, die bei kurdischen Medien (DİHA, Özgür Gündem etc.) beschäftigt waren.

## Liste

### Inhaftiert
|    | Name                  | Medium                            | Funktion                                              | Festnahme                                   | Bemerkungen | Quelle                                      |
| -- | --------------------- | --------------------------------- | ----------------------------------------------------- | ------------------------------------------- | --- | ------------------------------------------- |
| 1  | Zeynep Kuray          |                                   | Journalistin                                          | 10. Mai 2019                                | Berichterstattung über eine Solidaritätsdemonstration von Müttern der Hungerstreikenden Häftlinge in Istanbul | [ 1 ]                                       |
| 2  | İrfan Tunççelik       | Mezopotamya Ajansı                | Journalist                                            | 10. Mai 2019                                | Berichterstattung über eine Solidaritätsdemonstration von Müttern der Hungerstreikenden Häftlinge in Istanbul | [ 1 ]                                       |
| 3  | Berivan Bila          |                                   | Journalistik-Studentin                                | 7. Dezember 2018                            | Wegen Beleidigung des Präsidenten verhaftet. | [ 2 ]                                       |
| 4  | Max Zirngast          | Re:volt                           | Journalist                                            | 12. September 2018                          | | [ L 3 ]                                     |
| 5  | Mustafa Gökkılıç      | Habertürk TV                      | Journalist                                            | 19. Juli 2018                               | | [ 3 ]                                       |
| 6  | Ece Sevim Öztürk      | Internetportal Çağdaş Ses         | Journalistin                                          | 20. Juni 2018                               | Verurteilung zu 3 Jahren und einem Monat Haft im Dezember 2018 wegen angeblicher Unterstützung der FETÖ. Wurde unter Auflagen aus dem Gefängnis entlassen. | [ L 4 ] [ 4 ]                               |
| 7  | Reyhan Çapan          | Özgür Gündem                      |                                                       | 11. Mai 2018                                | Laufendes Verfahren | [ L 2 ]                                     |
| 8  | İsmail Çoban          | Azadiya Welat                     |                                                       | 3. Mai 2018                                 | | [ L 3 ]                                     |
| 9  | Semiha Şahin          | ETHA                              | Journalistin                                          | 19. April 2018                              | Laufendes Verfahren | [ L 2 ]                                     |
| 10 | Kemal Erdem           |                                   | Journalist                                            | 18. April 2018                              | Laufendes Verfahren | [ L 2 ]                                     |
| 11 | Adil Demirci          | ETHA                              | Journalist                                            | 17. April 2018                              | Sowohl türkischer als auch deutscher Staatsbürger und war zu Besuch in der Türkei. | [ 5 ] [ L 2 ]                               |
| 12 | Seda Taşkın           | Nachrichtenagentur Mesopotamia    | Journalistin                                          | Am 17. Dezember 2017 und am 22. Januar 2018 | Zu 7 Jahren und 6 Monaten Haft verurteilt. | [ 6 ]                                       |
| 13 | Mehmet Gündem         | Milliyet                          | Journalist                                            | 7. November 2017                            | Laufendes Verfahren | [ L 2 ]                                     |
| 14 | Abdullah Dirican      | Zaman                             |                                                       | 18. Oktober 2017                            | Laufendes Verfahren. | [ L 2 ]                                     |
| 15 | Kemal Özer            | Evrensel                          | Journalist                                            | 15. September 2017                          | Laufendes Verfahren. | [ L 2 ] [ 7 ]                               |
| 16 | Semiha Mete           | Özgürlükçü Demokrasi              |                                                       | 21. August 2017                             | Laufendes Verfahren. Ihr wird Mitgliedschaft in einer Terrororganisation und Propaganda für eine Terrororganisation vorgeworfen. | [ L 3 ]                                     |
| 17 | Sıddık Damar          | Dicle Haber Ajanasi               |                                                       | 17. August 2017 und 1. Mai 2018             | Wurde am 6. Oktober 2017 entlassen und am 1. Mai erneut festgenommen. Zur Zeit mit laufendem Verfahren. | [ L 2 ] [ 8 ]                               |
| 18 | Mustafa Ünal          | Yeni Hayat                        |                                                       | 29. Juli 2017                               | Am 6. Juli 2018 zu 10 Jahren und 5 Monaten Haft verurteilt. |                                             |
| 19 | Tuba Ekin             | TRT                               |                                                       | 19. Juli 2017                               | Laufendes Verfahren | [ L 2 ]                                     |
| 20 | Zehra Dogan           | JINHA                             | Journalistin                                          | 12. Juni 2017                               | Vom 21. Juli bis 9. Dezember 2016 in Untersuchungshaft. Am 2. Juni 2017 bestätigte ein Berufungsgericht das erstinstanzliche Urteil zu zwei Jahren, neun Monaten und 22 Tage Haft wegen Terrorpropaganda. | [ L 1 ] [ 9 ] [ 10 ]                        |
| 21 | Murat Çapan           | Nokta                             | Chefredakteur                                         | 24. Mai 2017                                | Am 22. Mai 2017 wegen Anstiftung von bewaffnetem Umsturz der Regierung zu 22 Jahren und 6 Monaten Haft verurteilt. | [ L 3 ]                                     |
| 22 | Meltem Oktay          | Dicle Haber Ajansi                |                                                       | 19. April 2017                              | Laufendes Verfahren. |                                             |
| 23 | Serkan Sedat Güray    | Burç FM                           |                                                       | 7. März 2017                                | Laufendes Verfahren |                                             |
| 24 | Asli Ceren Aslan      | Özgür Gelecek                     | Journalistin                                          | 22. Februar 2017                            | Laufendes Verfahren. |                                             |
| 25 | Bünyamin Aldı         | TV Irmak                          | Journalist                                            | 30. Januar 2017                             | Laufendes Verfahren. Die Staatsanwaltschaft fordert 22 Jahre Haft. | [ 11 ] [ L 2 ]                              |
| 26 | Abdullah Kaya         | DIHA                              |                                                       | 18. Januar 2017.                            | Er wurde am 11. Mai 2017 entlassen, nach der Verurteilung zu 4 Jahren und 2 Monaten Haft wegen Terrorpropaganda im Dezember 2017 aber wieder verhaftet. | [ 12 ]                                      |
| 27 | Ünal Tanık            | Rotahaber                         | Editor                                                | 17. Januar 2017                             | Am 8. März 2018 wegen Mitgliedschaft in einer Terrorvereinigung zu 7 Jahren und 3 Monaten Haft verurteilt. |                                             |
| 28 | Kemal Sancılı         | Özgür Gündem                      |                                                       | 3. Januar 2017 und 11. Mai 2017             | Nach der Verhaftung am 3. Januar 2017 wurde er am 31. Oktober 2017 freigelassen. Am 11. Mai 2018 wurde er erneut verhaftet. Laufendes Verfahren. | [ L 2 ]                                     |
| 29 | Mehmet Güleş          | Dicle Haber Ajansi                |                                                       | 7. Dezember 2016                            | Zu 9 Jahren und 4 Jahren Haft verurteilt. |                                             |
| 30 | Abdullah Kılıç        | Meydan                            | Kolumnist                                             | 25. Juli 2016                               | Am 8. März 2018 wegen Mitgliedschaft in einer Terrorvereinigung (FETÖ) zu 6 Jahren und drei Monaten Haft verurteilt. | [ L 1 ] [ 13 ]                              |
| 31 | Ali Babür Boysal      | Zaman                             | Layouter                                              | 1. August 2016                              | Stand des Verfahrens unklar |                                             |
| 32 | Ahmet Altan           | Taraf                             | Chefredakteur (vormals)                               | 10. September 2016                          | Am 16. Februar 2018 wegen Umsturzversuch zu lebenslanger Haft verurteilt. | [ L 1 ] [ 14 ]                              |
| 33 | Abdülkadir Civan      | Zaman, Today`s Zaman              | Kolumnist                                             | 2. September 2016                           | Am 26. Mai 2017 zu 10 Jahren und 5 Monaten Haft verurteilt. |                                             |
| 34 | Murat Aksoy           | Yarına Bakış, Zaman               | Kolumnist                                             | Am 31. August 2016                          | 24. Oktober 2017 Im April 2017 freigelassen und mit neuer Anklage sofort wieder verhaftet. Am 24. Oktober 2017 mit laufendem Verfahren freigelassen. Am 8. März 2018 wegen Terrorunterstützung in erster Instanz zu 3 Jahren, einem Monat und 15 Tagen Haft verurteilt. Am 22. November 2018 wurde das Urteil in zweiter Instanz bestätigt. Darauf wurde er erneut verhaftet.       | [ 15 ] [ L 1 ] [ L 7 ] [ 16 ] [ 17 ]        |
| 35 | Gökçe Fırat Çulhaoğlu | Türksolu                          | Chefredakteur, Vorsitzender der Partei Ulusal Parti   | 31. August 2016                             | Erstmals vom 31. Mai bis 19. Juni 2015 in Untersuchungshaft. Am 8. Juni 2017 wegen Präsidentenbeleidigung zu 11 Monaten und 20 Tagen sowie am 9. Februar 2018 wegen desselben Vergehens in einem anderen Fall zu 2 Jahren 5 Monaten und 5 Tagen Haft verurteilt. Des Weiteren am 8. März 2018 wegen Mitgliedschaft in einer Terrorvereinigung zu 6 Jahren und 3 Monaten verurteilt. | [ L 1 ] [ 18 ] [ 19 ] [ 17 ] [ 20 ]         |
| 36 | Mutlu Çölgeçen        | Millet                            | Editor                                                | 31. August 2016                             | Er wurde am 8. März 2018 wegen Mitgliedschaft in einer (Terror) Organisation zu 7 Jahren und 6 Monaten Haft verurteilt. | [ L 8 ]                                     |
| 37 | Vahit Yazgan          | Zaman                             |                                                       | 26. August 2016                             | Am 28. Februar 2018 zu 8 Jahren und 9 Monaten Haft verurteilt. | [ L 2 ]                                     |
| 38 | Ercan Gün             | FOX Türkiye                       | Nachrichtenredakteur                                  | 24. August 2016                             | Verfahren anhängig | [ L 1 ] [ 21 ]                              |
| 39 | Burçin Dokgüz         | Zaman, Çorum                      | Reporter                                              | 21. August 2016                             | Laufendes Verfahren. | [ L 3 ]                                     |
| 40 | Mehmet Bilal Çolak    | TRT                               |                                                       | 18. August 2016                             | Laufendes Verfahren | [ L 2 ]                                     |
| 41 | Mehmet Darçin         | TRT                               |                                                       | 18. August 2016                             | Laufendes Verfahren | [ L 2 ]                                     |
| 42 | Ahmet Böken           | TRT                               | TV                                                    | 18. August 2016                             | Am 3. April 2018 zu 9 Jahren und 9 Monaten Haft verurteilt. | [ L 2 ]                                     |
| 43 | Mehmet Semiz          | Irmak TV                          |                                                       | 18. August 2016                             | Laufendes Verfahren | [ L 2 ]                                     |
| 44 | Gültekin Avcı         | Bugün                             | Kolumnist, Rechtsanwalt (bis 2007 Staatsanwalt)       | 15. August 2016                             | Bereits vom 20. September 2015 bis 10. Juni 2016 in Untersuchungshaft. Zwei Jahre nach seiner letzten Verhaftung immer noch kein Prozess eröffnet. | [ L 1 ] [ 22 ]                              |
| 45 | Ali Ünal              | Zaman                             | Kolumnist                                             | 14. August 2016                             | Ünal wird beschuldigt ein Führer der FETÖ zu sein. Er wurde am 14. November 2018 wegen des Führung einer Terrororganisation zu 19 Jahren und 6 Monaten Haft verurteilt. |                                             |
| 46 | Tahsin Kürklü         | Zaman                             | Leitender Logistiker                                  | 13. August 2016                             | Kürklü wird beschuldigt die Putschisten unterstützt zu haben. | [ L 3 ]                                     |
| 47 | Erdal Şen             | Meydan                            | Managing Editor                                       | 9. August 2016                              | Şen wurde zu 6 Jahren und 3 Monaten Haft verurteilt. | [ L 2 ]                                     |
| 48 | Ayşenur Parıldak      | Zaman                             | Journalistin                                          | 9. August 2016                              | Sie wurde zu 7 Jahren und 6 Monaten Haft verurteilt. | [ L 1 ] [ 25 ]                              |
| 49 | Yakup Şimşek          | Zaman                             | Marketing-Direktor                                    | 6. August 2016                              | Er wurde am 14. Februar 2018 zu Lebenslanger Haft verurteilt. | [ 26 ]                                      |
| 50 | Hakan Taşdelen        | Zaman                             |                                                       | 5. August 2016                              | Am 30. April 2018 zu 9 Jahren Haft verurteilt |                                             |
| 51 | Faruk Akkan           | Cihan                             | General Direktor                                      | 4. August 2016                              | Am 30. April 2018 zu 9 Jahren Haft verurteilt |                                             |
| 52 | Fevzi Yazıcı          | Zaman                             | Layout Designer                                       | 30. Juli – 4. August 2016 (unklar)          | Am 16. Februar 2018 wurde Yazici zu lebenslanger Haft verurteilt. |                                             |
| 53 | Yakub Çetin           | Zaman                             | Journalist                                            | 29. Juli 2016                               | Çetin wurde am 8. März 2018 wegen Mitgliedschaft in einer (Terror) Organisation zu 6 Jahren und 3 Monaten Haft verurteilt. | [ L 1 ] [ L 10 ]                            |
| 54 | Ali Akkuş             | Zaman                             | Editor                                                | 29. Juli 2016                               | Akkuş wurde am 8. März 2018 wegen Mitgliedschaft in einer (Terror) Organisation zu 7 Jahren und 6 Monaten Haft verurteilt. | [ L 1 ] [ L 7 ] [ L 10 ]                    |
| 55 | Kazim Canlan          | Zaman                             |                                                       | 28. Juli 2016                               | Zu 7 Jahren und 6 Monaten Haft verurteilt. | [ 28 ] [ L 2 ]                              |
| 56 | Ahmet Turan Alkan     | Zaman                             |                                                       | 27. Juli 2016                               | Am 6. Juli 2018 zu 8 Jahren und 9 Monaten Haft verurteilt. Am selben Tag wurde auch bestimmt, dass er für den weiteren Prozessverlauf aus dem Gefängnis entlassen wird. | L3                                          |
| 57 | Mümtaz’er Türköne     | Zaman                             |                                                       | 27. Juli 2016                               | Am 6. Juli 2018 zu 10 Jahren und 5 Monaten Haft verurteilt. | L3                                          |
| 58 | Cuma Ulus             | Millet                            |                                                       | 26. Juli 2016                               | Ulus wurde beschuldigt Mitglied einer bewaffneten Terrororganisation zu sein. | [ L 8 ]                                     |
| 59 | Bayram Kaya           | Yeni Hayat                        | Journalist                                            | 26. Juli 2016                               | Angeklagt wegen Mitgliedschaft in einer bewaffneten Terrororganisation | [ 29 ]                                      |
| 60 | Nazlı Ilıcak          | Bugün, Yarına Bakış               |                                                       | 26. Juli 2016                               | Am 16. Februar 2018 wurde sie zu lebenslanger Haft verurteilt. | [ L 1 ]                                     |
| 61 | Hanım Büsra Erdal     | Zaman, Yeni Hayat                 |                                                       | 26. Juli 2016                               | Sie wird der Unterstützung der FETÖ beschuldigt. Am 8. März 2018 wurde sie zu 6 Jahren und 3 Monaten Haft verurteilt. | [ 30 ] [ L 10 ]                             |
| 62 | Cemal Kalyoncu        | Aksiyon                           | Reporter                                              | 26. Juli 2016                               | Am 8. März 2018 zu 6 Jahren und 3 Monaten Haft verurteilt. |                                             |
| 63 | Hüseyin Aydın         | Cihan, Samanyoluhaber.com         |                                                       | 26. Juli 2016                               | Am 8. März 2018 zu 6 Jahren und 3 Monaten Haft verurteilt. | [ L 1 ] [ L 10 ]                            |
| 64 | Seyid Kılıç           | TRT                               |                                                       | 25. Juli 2016                               | Kılıç wurde am 8. März 2018 wegen Mitgliedschaft in einer (Terror) Organisation zu 7 Jahren und 6 Monaten Haft verurteilt. | [ L 1 ] [ L 10 ]                            |
| 65 | Abdullah Kılıç        | Meydan                            |                                                       | 25. Juli 2016                               | Kılıç wurde am 8. März 2018 wegen Mitgliedschaft in einer (Terror) Organisation zu 6 Jahren und 3 Monaten Haft verurteilt. | [ L 1 ] [ L 11 ] [ L 12 ] [ L 13 ] [ L 10 ] |
| 66 | Habip Güler           | Zaman                             |                                                       | 25. Juli 2016                               | Güler wurde am 8. März 2018 wegen Mitgliedschaft in einer (Terror) Organisation zu 6 Jahren und 3 Monaten Haft verurteilt. | [ L 1 ] [ L 10 ]                            |
| 67 | Ufuk Şanlı            | Vatan, Al-Monitor, Millet         |                                                       | 25. Juli 2016                               | Şanlı wurde am 8. März 2018 wegen Mitgliedschaft in einer (Terror) Organisation zu 7 Jahren und 6 Monaten Haft verurteilt. | [ L 1 ] [ L 10 ]                            |
| 68 | Yetkin Yıldız         | Aktif Haber                       |                                                       | 24. Juli 2016                               | Yildiz wurde am 8. März 2018 wegen Mitgliedschaft in einer (Terror) Organisation zu 7 Jahren und 6 Monaten Haft verurteilt. | [ L 1 ]                                     |
| 69 | Emre Soncan           | Zaman                             |                                                       | 24. Juli 2016                               | Am 10. April 2018 zu 7 Jahren und 6 Monaten Haft verurteilt. | [ L 1 ] [ L 11 ] [ L 10 ]                   |
| 70 | Ahmet Memiş           | Haberdar, Rotahaber               | Editor                                                | 24. Juli 2016                               | Memiş wurde am 8. März 2018 wegen Mitgliedschaft in einer (Terror) Organisation zu 7 Jahren und 6 Monaten Haft verurteilt. | [ 31 ]                                      |
| 71 | Mustafa Erkan Acar    |                                   |                                                       | 24.–29. Juli 2016 (Unklar)                  | Acar wurde am 8. März 2018 wegen Mitgliedschaft in einer (Terror) Organisation zu 9 Jahren Haft verurteilt. | [ L 8 ]                                     |
| 72 | Aytekin Gezici        |                                   |                                                       | 23. Juli 2016                               | Am 19. Februar 2017 wurde Gezici wegen Mitgliedschaft in der FETÖ zu 9 Jahren Haft verurteilt. | [ L 1 ] [ L 10 ]                            |
| 73 | Muhammet Sait Kuloğlu | Subuhaber                         | Besitzer                                              | 23. Juli 2016                               | Er wurde am 8. März 2018 wegen Mitgliedschaft in einer (Terror) Organisation zu 7 Jahren und 6 Monaten Haft verurteilt. | .                                           |
| 74 | Sedat Laçiner         | Haberdar.com                      |                                                       | 22. Juli 2016                               | Im September 2018 zu 9 Jahren, 4 Monaten und 15 Tagen Haft verurteilt. | [ L 2 ] [ 32 ]                              |
| 75 | Hakan Ergün           | Azadiya Welat und Özgür Gündem    | Vertrieb                                              | 16. Juli 2016                               | | [ 33 ] [ L 3 ]                              |
| 76 | Arafat Dayan          | Demokratik Ulus                   |                                                       | 1. Juli 2016                                | | [ L 1 ] [ L 10 ]                            |
| 77 | Nedim Türfent         | Dicle Haber Ajansı                | Reporter                                              | 12. Mai 2016                                | Er wurde beschuldigt ein Mitglied der PKK zu sein und am 15. Dezember 2017 zu 8 Jahren und 9 Monaten Haft wegen Mitgliedschaft in einer Terrororganisation verurteilt. | [ L 6 ] [ L 14 ]                            |
| 78 | Abdulkadir Turay      | Dicle Haber Ajansı                | Reporter                                              | Anfang Mai 2016                             | Unterstützung der PKK |                                             |
| 79 | Ziya Ataman           | Dicle Haber Ajansi                | Reporter                                              | 10. April 2016                              | | [ L 14 ]                                    |
| 80 | İsmail Efe            |                                   | Pressereferent der Kulturverwaltung der Provinz Izmir | Anfang 2017                                 | |                                             |
| 81 | Mehmet Baransu        | Taraf                             |                                                       | 2. März 2015                                | | [ L 1 ] [ L 11 ] [ L 10 ]                   |
| 82 | Özgür Amed            | Özgür Gündem, Özgür Politika      |                                                       | 21. Februar 2015                            | | [ L 1 ] [ L 10 ]                            |
| 83 | Hidayet Karaca        | Samanyolu                         | Direktorin der Samanyolu Yayın Grubu                  | 14. Dezember 2014                           | Am 3. November 2017 wurde Karaca zu in verschiedenen Verfahren zu 31 Jahren Haft verurteilt. | [ L 1 ] [ L 10 ]                            |
| 84 | Miktat Algül          | Mersin Mezitli FM                 |                                                       | 17. Mai 2010                                | Algül wurde zu 61 Jahren Haft verurteilt. | [ L 1 ] [ L 15 ]                            |
| 85 | Erdal Süsem           | Eylül Sanat Edebiyat Dergisi      |                                                       | Februar 2010                                | im Mai 2010 zu lebenslanger Haft verurteilt. | [ 35 ]                                      |
| 86 | Kenan Karavil         | Radyo Dünya                       |                                                       | 7. Dezember 2009                            | Er wurde im Januar 2013 wegen Mitgliedschaft in der KCK und der PKK zu 25 Jahren Haft verurteilt. | [ L 8 ]                                     |
| 87 | Seyithan Akyüz        | Azadiya Welat, Dicle Haber Ajansi | Reporter, Korrespondent                               | 7. Dezember 2009                            | Er wurde zu 12 Jahren Haft wegen Mitgliedschaft in der PKK verurteilt. | [ 36 ] [ L 8 ]                              |
| 88 | Mustafa Gök           | Ekmek ve Adalet                   | Bürochef                                              | 19. Februar 2004                            | Wegen Mitgliedschaft in der DHKP/C zu lebenslanger Haft verurteilt. Die lebenslange Haft wurde 2002 aufgehoben und er wurde freigelassen, am 19. Februar 2004 aber wieder festgenommen und die lebenslange Haft eingesetzt. | [ 37 ]                                      |
| 89 | Hatice Duman          | Atılım                            | Herausgeberin                                         | 9. April 2003                               | Mitglied der MLKP, verurteilt zu lebenslanger Haftstrafe. | [ L 11 ]                                    |
| 90 | Erol Zavar            | ODAK                              | Chefredaktor                                          | 27. Juli 2001                               | U.a. wegen Mitgliedschaft in der Widerstandsorganisation Direniş Hareketi zu lebenslanger Haft verurteilt. | [ L 3 ]                                     |

### Ehemalige Häftlinge
|    | Name                                     | Medium                                      | Funktion                                          | Festnahme                       | Freilassung                 | Bemerkungen | Quelle                            |
| -- | ---------------------------------------- | ------------------------------------------- | ------------------------------------------------- | ------------------------------- | --------------------------- | --- | --------------------------------- |
| 1  | Cihan Açar                               | Bugün                                       |                                                   | 26. Juli 2016                   | 18. August 2017             | Am 31. März 2017 freigelassen und einige Stunden darauf wieder festgenommen und am 15 April verhaftet. Am 18. August 2017 entlassen. Am 8. März 2018 zu 6 Jahren und 3 Monaten Haft verurteilt.                                                  | [ L 1 ] [ L 7 ] [ L 16 ] [ L 10 ] |
| 2  | Arda Akın                                | Hürriyet                                    | Reporter                                          | 28. Juli 2016                   | 9. September 2016           | | [ 38 ]                            |
| 3  | Hakan Aksel                              | TRT Erzurum                                 | TV                                                | 18. August 2016                 |                             | Laufendes Verfahren | [ L 3 ] [ L 2 ]                   |
| 4  | Mehmet Altan                             |                                             | Ökonomieprofessor und Kolumnist                   | 10. September 2016              | 27. Juni 2018               | Am 16. Februar 2018 wegen Umsturzversuch zu lebenslanger Haft verurteilt. Durch Urteil des Verfassungsgericht vorläufig auf freiem Fuß. | [ L 1 ] [ L 10 ] [ 14 ] [ 39 ]    |
| 5  | Şahin Alpay                              | Zaman                                       |                                                   | 27. Juli 2016                   | 14. Mai 2018                | Am 16. März 2018 bestimmte ein Gericht in Istanbul, dass er in Hausarrest entlassen wird. Am 6. Juli 2018 zu 8 Jahren und 9 Monaten Haft verurteilt. Am 14. Mai 2018 wurde der Hausarrest aufgehoben.                                            | L3                                |
| 6  | Akın Atalay                              | Cumhuriyet                                  | Herausgeber                                       | 11. November 2016               | 25. April 2018              | Am 25. April 2018 in erster Instanz wegen Terrorunterstützung zu 7 Jahren, 3 Monaten und 15 Tagen Haft verurteilt. | [ L 1 ] [ Q 4 ] [ 41 ]            |
| 7  | Mustafa Balbay                           | Cumhuriyet                                  | Hauptstadt-Büroleiter und Buchautor               | 5. März 2009                    | 9. Dezember 2013            | In Haftzeit zum Abgeordneten der CHP gewählt. Am 5. August 2013 im Ergenekon-Prozess wegen Umsturzversuch zu 34 Jahren und 8 Monaten Haft verurteilt. Im April 2016 verwarf der Kassationsgerichtshof das Urteil.                                | [ 42 ] [ 43 ]                     |
| 8  | Ibrahim Balta                            | Zaman                                       |                                                   | 2. August 2016                  | 6. Februar 2018             | Er wurde am 8. März 2018 wegen Mitgliedschaft in einer (Terror) Organisation zu 6 Jahren und 3 Monaten Haft verurteilt. |                                   |
| 9  | Enis Berberoglu                          | Hürriyet, Sözcü (beides vor der Verhaftung) | Journalist, Abgeordneter der CHP                  | 14. Juni 2017                   | 20. September 2018          | Am 14. Juni 2017 wegen Spionage zu 25 Jahren Haft verurteilt. Urteil im Oktober 2017 von der Berufungsinstanz einkassiert. Verfahren weiter anhängig. Im Februar 2018 wurde die Haftstrafe auf 5 Jahre und 10 Monate herabgesetzt.               | [ 44 ]                            |
| 10 | Ali Bulaç                                | Zaman                                       | Kolumnist                                         | 27. Juli 2016                   | 8. Mai 2018                 | Am 6. Juli 2018 zu 8 Jahren und 9 Monaten Haft verurteilt. Am 11. Mai 2018 wurde die Untersuchungshaft aufgehoben. | L3                                |
| 11 | Loup Bureau                              | Freelance                                   | Journalist                                        | 8. Februar 2017                 | 15. September 2017          | | [ L 17 ]                          |
| 12 | Ethem Cagir                              | Özgür Gündem                                |                                                   | 23. Februar 2015                | 24. Juni 2017               | Zu 3 Jahren und 45 Tagen Haft verurteilt. Am 24. Juni 2017 aus der Haft entlassen worden. | [ L 2 ]                           |
| 13 | Tuncer Cetinkaya                         | Zaman                                       | Journalist                                        | 23. Juli 2016                   | 24. April 2018              | Am 24. April 2018 zu 7 Jahren und 6 Monaten Haft verurteilt und auf Bewährung zur Nierenbehandlung entlassen. |                                   |
| 14 | Aslı Erdoğan                             | Özgür Gündem                                | Schriftstellerin, Kolumnistin                     | 16. August 2016                 | 29. Dezember 2016           | Verfahren anhängig, lebt inzwischen im Exil in Frankfurt. | [ Q 5 ] [ Q 6 ] [ 47 ]            |
| 15 | Çağdaş Erdoğan                           | Freiberufler                                | Bildjournalist                                    | 1. September 2017               | 13. Februar 2018            | Verfahren anhängig. | [ L 1 ] [ 48 ]                    |
| 16 | Özkan Erdoğan                            | Özgürlükçü Demokrasi                        | Korrespondent für Mersin                          | 29. Juli 2017                   | 25. Januar 2018             | Am 22. Mai 2018 von allen Vorwürfen (PKK-Mitgliedschaft, Terrorpropaganda) freigesprochen. | [ 49 ] [ 50 ]                     |
| 17 | Serkan Erdoğan                           | Özgürlükçü Demokrasi                        | Korrespondent für Mersin                          | 29. Juli 2017                   | 25. Januar 2018             | Am 22. Mai 2018 von allen Vorwürfen (PKK-Mitgliedschaft, Terrorpropaganda) freigesprochen. | [ 49 ] [ 50 ]                     |
| 18 | Ömer Çelik                               | DİHA                                        | Nachrichtenchef                                   | 25. Dezember 2016               | 24. Oktober 2017            | Verfahren anhängig. | [ L 1 ] [ 51 ]                    |
| 19 | Önder Çelik                              | Cumhuriyet                                  | Vorstandsmitglied, Manager für Druck und Vertrieb | 31. Oktober 2016                | 28. Juli 2017               | Am 25. April 2018 in erster Instanz wegen Terrorunterstützung zu 3 Jahren und 9 Monaten Haft verurteilt. | [ L 1 ] [ 53 ]                    |
| 20 | Gabriele Del Grande                      | Redattore Sociale                           | Reporter                                          | 10. April 2017                  | 24. April 2017              | Wurde aus der Untersuchungshaft entlassen und nach Italien abgeschoben. | [ 54 ]                            |
| 21 | Vedat Demir                              | Yarına Bakış                                |                                                   | 24. Juli 2016                   | 18. Februar 2017            | | [ L 1 ]                           |
| 22 | Mathias Depardon                         | Freiberufler                                | Fotograf                                          | 8. Mai 2017                     | 9. Juni 2017                | Wurden in einem Flüchtlingslager untergebracht. Trat am 19. Mai 2017 in einen Hungerstreik. Freigelassen und nach Frankreich abgeschoben. | [ 55 ] [ 56 ]                     |
| 23 | Can Dündar                               | Cumhuriyet                                  | Chefredakteur                                     | 26. November 2015               | 26. Februar 2016            | Wurde zunächst wegen Geheimnisverrats zu 5 Jahren und zehn Monaten Haft verurteilt. Im Mai 2016 verwarf der Kassationsgerichtshof das Urteil und forderte eine höhere Bestrafung. Seit Juli 2016 im Exil in Deutschland. Verfahren ist anhängig. | [ 58 ] [ 59 ]                     |
| 24 | Erdem Gül                                | Cumhuriyet                                  | Hauptstadt-Büroleiter                             | 26. November 2015               | 26. Februar 2016            | Zunächst wegen Geheimnisverrats zu 5 Jahren Haft verurteilt. Am 16. Juli 2018 freigesprochen. | [ 58 ] [ 59 ]                     |
| 25 | Turhan Günay                             | Cumhuriyet                                  | Literaturredakteur                                | 31. Oktober 2016                | 28. Juli 2017               | Am 25. April 2018 freigesprochen. | [ L 1 ] [ 53 ]                    |
| 26 | Mustafa Kemal Güngör                     | Cumhuriyet                                  | Rechtsanwalt und Vorstandsmitglied                | 31. Oktober 2016                | 28. Juli 2017               | Am 25. April 2018 in erster Instanz wegen Terrorunterstützung zu 3 Jahren und 9 Monaten Haft verurteilt. | [ L 1 ] [ 53 ]                    |
| 27 | Kadri Gürsel                             | Cumhuriyet                                  | Kolumnist und Berater der Redaktion               | 31. Oktober 2016                | 26. September 2017          | Am 25. April 2018 in erster Instanz wegen Terrorunterstützung zu 2 Jahren und 6 Monaten Haft verurteilt. | [ L 1 ] [ 60 ]                    |
| 28 | Mahir Kanaat                             | BirGün                                      | Verlagsmitarbeiter                                | 25. Dezember 2016               | 6. Dezember 2017            | Verfahren anhängig. | [ L 1 ] [ 61 ]                    |
| 29 | Hakan Kara (Bürgerlich: Hakan Karasinir) | Cumhuriyet                                  | Kolumnist und Vorstandsmitglied                   | 31. Oktober 2016                | 28. Juli 2017               | Am 25. April 2018 in erster Instanz wegen Terrorunterstützung zu 3 Jahren und 9 Monaten Haft verurteilt. | [ L 1 ] [ 53 ]                    |
| 30 | İbrahim Karayeğen                        | Yeni Hayat                                  |                                                   | 25. August 2016                 | 6. Juli 2017                | Zu 9 Jahren Haft verurteilt. Berufung anhängig. | [ L 2 ]                           |
| 31 | Musa Kart                                | Cumhuriyet                                  | Karikaturist und Vorstandsmitglied                | 31. Oktober 2016                | 28. Juli 2017               | Am 25. April 2018 in erster Instanz wegen Terrorunterstützung zu 3 Jahren und 9 Monaten Haft verurteilt | [ L 1 ] [ 53 ]                    |
| 32 | Tuba Kaya                                | Zaman                                       | Journalistin                                      | 19. September 2016              |                             | Nach 9 Monaten Haft in den Hausarrest entlassen. | [ 62 ] [ L 2 ]                    |
| 33 | Yasir Kaya                               | Fenerbahçe TV                               |                                                   | 16. August 2017                 | 24. März 2018               | Am 5. November 2018 in erster Instanz zu 6 Jahren und 3 Monaten Haft verurteilt. Mit laufendem Verfahren. | [ L 2 ]                           |
| 34 | İnan Kızılkaya                           | Özgür Gündem                                | Chef vom Dienst                                   | 16. August 2016                 | 31. Oktober 2017            | Insgesamt 105 Verfahren. Er wurde am 25. Oktober 2018 zu 1 Jahr, 10 Monaten und 26 Tagen Haft verurteilt. Die Strafe wurde zur Bewährung für 5 Jahre ausgesetzt.                                                                                 | [ 63 ] [ 64 ]                     |
| 35 | Tunca Öğreten                            | Diken                                       | Journalist                                        | 25. Dezember 2016               | 6. Dezember 2017            | Heiratete in der Haftanstalt. Prozess anhängig. | [ L 1 ] [ 61 ]                    |
| 36 | Zafer Özsoy                              | FIA                                         |                                                   | 5. August 2016                  | Am 30. April 2017           | Am 30. April 2017 freigesprochen und aus der Haft entlassen. Berufungsverfahren hängig. | [ L 2 ]                           |
| 37 | Abdullah Özyurt                          | Zaman                                       | Lokalreporter in Adana                            | 23. Juli 2016                   | 24. September 2017          | Am 16. Februar 2017 wurde Abdallah Özyurt wegen Mitgliedschaft in der FETÖ zu 7 Jahren und 6 Monaten Haft verurteilt. Am 24. September 2017 wurde er in den Hausarrest entlassen.                                                                | [ L 12 ] [ L 13 ] [ L 10 ]        |
| 38 | Güray Tekin Öz                           | Cumhuriyet                                  | Autor und Vorstandsmitglied                       | 31. Oktober 2016                | 28. Juli 2017               | Am 25. April 2018 in erster Instanz wegen Terrorunterstützung zu 3 Jahren und 9 Monaten Haft verurteilt. | [ L 1 ] [ 53 ]                    |
| 39 | Barış Pehlivan                           | Oda TV                                      | Reporter                                          | 14. Februar 2011                | 14. September 2012          | Im Oda-TV-Prozess, einem Folgeverfahren des Ergenekon-Prozesses, angeklagt. Am 12. April 2017 von allen Vorwürfen (u. a. Mitgliedschaft in einer Terrorvereinigung, Umsturzversuch) freigesprochen.                                              | [ 66 ]                            |
| 40 | Murat Sabuncu                            | Cumhuriyet                                  | Chefredakteur                                     | 31. Oktober 2016                | 9. März 2018                | Am 25. April 2018 in erster Instanz wegen Terrorunterstützung zu 7 Jahren und 6 Monaten Haft verurteilt. | [ L 1 ] [ 67 ]                    |
| 41 | Nedim Şener                              | Posta                                       | Journalist, Buchautor                             | 3. März 2011                    | 13. März 2012               | Im Oda-TV-Prozess angeklagt. Am 12. April 2017 freigesprochen. | [ 68 ]                            |
| 42 | Ömer Ulaş Sezgin                         | ETHA                                        | Fotograf                                          | 30. April 2017                  | 11. Oktober 2017            | Verfahren anhängig | [ 69 ]                            |
| 43 | Ahmet Şık                                | Cumhuriyet                                  | Journalist, Buchautor                             | 3. März 2011; 29. Dezember 2016 | 13. März 2012; 9. März 2018 | Im Zusammenhang mit seiner ersten Verhaftung im Oda-TV-Prozess am 12. April 2017 freigesprochen. Am 25. April 2018 im Zusammenhang mit seiner zweiten Verhaftung wegen Terrorunterstützung zu 7 Jahren und 6 Monaten Haft verurteilt.            | [ 68 ] [ L 1 ] [ L 10 ] [ 67 ]    |
| 44 | Ali Sönmez Kayar                         | ETHA                                        |                                                   | 7. Februar 2018                 | 31. Oktober 2018            | Wegen Mitgliedschaft in der MLKP angeklagt. Am 31. Oktober 2018 für den weiteren Verlauf des Verfahrens freigelassen. | [ L 2 ] [ L 4 ]                   |
| 45 | Atilla Taş                               | Meydan                                      | Kolumnist, Musiker                                | 31. August 2016                 | 24. Oktober 2017            | Im April 2017 freigelassen und mit neuer Anklage sofort wieder verhaftet. Am 8. März 2018 wegen Terrorunterstützung in erster Instanz zu 3 Jahren, einem Monat und 15 Tagen Haft verurteilt.                                                     | [ L 1 ] [ L 7 ] [ 16 ] [ 17 ]     |
| 46 | Barış Terkoğlu                           | Oda TV                                      | Nachrichtenchef                                   | 14. Februar 2011                | 14. September 2012          | Im Oda-TV-Prozess angeklagt. Am 12. April 2017 freigesprochen. | [ 66 ]                            |
| 47 | Meşale Tolu                              | ETHA und Özgür Radyo                        | Journalistin, Übersetzerin                        | 30. April 2017                  | 18. Dezember 2017           | Saß mit ihrem Kind im Gefängnis. Nur unter Auflagen (Ausreisesperre) freigelassen. Verfahren anhängig. | [ L 1 ] [ 70 ]                    |
| 48 | Bülent Utku                              | Cumhuriyet                                  | Rechtsanwalt und Vorstandsmitglied                | 31. Oktober 2016                | 28. Juli 2017               | Am 25. April 2018 in erster Instanz wegen Terrorunterstützung zu 2 Jahren und 4 Monaten Haft verurteilt. | [ L 1 ] [ 53 ]                    |
| 49 | Soner Yalçın                             | Oda TV, Hürriyet                            | Journalist                                        | 11. Februar 2011                | 27. Dezember 2012           | Im Oda-TV-Prozess angeklagt, am 12. April 2017 freigesprochen. | [ 72 ]                            |
| 50 | Deniz Yücel                              | Die Welt                                    | Korrespondent                                     | 14. Februar 2017                | 16. Februar 2018            | Heiratete in Haft. Verfahren anhängig. | [ L 1 ] [ 74 ]                    |

### Listen inhaftierter Journalisten
1. 1 2 3 4 5 6 7 8 9 10 11 12 13 14 15 16 17 18 19 20 21 22 23 24 25 26 27 28 29 30 31 32 33 34 35 36 37 38 39 40 41 42 43 44 45 46 47 48 49 50  
Barometer der Pressefreiheit 2017 – Journalisten in Haft. Reporter ohne Grenzen, Stand: 4. März 2017.
2. 1 2 3 4 5 6 7 8 9 10 11 12 13 14 15 16 17 18 19 20 21 22 23 24 25 26 27 28 29 30 31 32 33 34 35 36 37 38 39 40  Jailed and wanted Journalists in Turkey. In: Updated List. Stockholm Center for Freedom, abgerufen am 11. November 2018.
3. 1 2 3 4 5 6 7 8 9  Pressefreiheit in der Türkei: Zehra, Ayşenur, Mehmet – angeklagt wegen Journalismus. In: Zeit Online. März 2017, abgerufen am 13. November 2018.
4. 1 2  Freedom of Expression and the Press in Turkey - 163. Abgerufen am 25. November 2018.
5. 1 2 3 4 5 6 7 8 9 10 11 12 13  Turkey sentences at least 22 journalists on terrorism-related charges. Abgerufen am 13. November 2018 (englisch).
6. 1 2 3  Turkish gov't sentences four journalists up to 9 years in prison. Stockholm Center for Freedom, 20. Februar 2018, abgerufen am 13. November 2018.
7. 1 2 3 4  
Mehr als 150 Journalisten in türkischer Haft. Zeit Online, 13. März 2017.
8. 1 2 3 4 5 6  Committee to Protect Journalists. Archiviert vom Original (nicht mehr online verfügbar) am 20. Februar 2017; abgerufen am 13. November 2018 (englisch).  Info: Der Archivlink wurde automatisch eingesetzt und noch nicht geprüft. Bitte prüfe Original- und Archivlink gemäß Anleitung und entferne dann diesen Hinweis.
9. 1 2 3 4 5 6 7 8  Journalists Arrested in Major Clampdown following Failed Coup in Turkey. Abgerufen am 13. November 2018 (britisches Englisch).
10. 1 2 3 4 5 6 7 8 9 10 11 12 13 14 15 16 17 18 19 20  
Yayın Dünyasına Bitmeyen Gözaltı. Bianet (türkisch Bağımsız İletişim Ağı, unabhängige türkische Nachrichten- und Presseagentur), 6. November 2016.
11. 1 2 3 4  
2016 Prison Census: 259 Journalists Jailed Worldwide; Turkey: 81. (Memento des Originals vom 31. Dezember 2016 im Internet Archive)  Info: Der Archivlink wurde automatisch eingesetzt und noch nicht geprüft. Bitte prüfe Original- und Archivlink gemäß Anleitung und entferne dann diesen Hinweis. Komitee zum Schutz von Journalisten, 1. Dezember 2016.
12. 1 2  
Journalists in jail (Europe). Europäische Journalisten-Föderation (EJF).
13. 1 2  
Number of Jailed Journalists in Turkey Reaches to 200. Stockholm Center for Freedom, 1. März 2017.
14. 1 2  Türfent and Ataman complain about arbitrary practices in jail. Abgerufen am 13. November 2018.
15. ↑  
Table on Imprisoned Journalists in Turkey. Organisation für Sicherheit und Zusammenarbeit in Europa (OSZE), Juli 2015.
16. ↑  
Journalists Behind Bars in Turkey. Von: Turkey Purge, 28. Januar 2017.
17. ↑  Father says French journalist ‘physically and psychologically abused’ under custody in Turkey - Stockholm Center for Freedom. In: Stockholm Center for Freedom. 17. September 2017 (stockholmcf.org [abgerufen am 11. November 2018]).

### Weitere Belege
1. ↑  Inhaftierte Journalisten: Türkei noch vor Syrien und dem Iran. Tagesschau, 13. Dezember 2016.
2. ↑  Number of imprisoned journalists in Turkey reaches 155 with the latest arrest of journalist Nur Ener. platform24.org, 7. März 2017 (englisch).
3. ↑  Lennart Pfahler: Diese Worte des türkischen Außenministers sind eine Beleidigung für jeden Demokraten. In: Huffington Post, 11. Februar 2017.
4. ↑  Herausgeber der Cumhuriyet in der Türkei verhaftet, Süddeutsche Zeitung, 11. November 2016
5. ↑  Gerrit Wustmann: „Der Sommer wird sehr warm“. telepolis, 15. September 2016.
6. ↑  Aslı Erdoğan. PEN America.